# Francisco Edson Moreira da Silva
Francisco Edson Moreida da Silva, meglio noto come Edinho (Baturité, 8 agosto 1994), è un calciatore brasiliano, centrocampista del Paysandu.

## Caratteristiche tecniche
È un centrocampista offensivo.

## Carriera

### Club
Cresciuto nel settore giovanile del Fortaleza, ha esordito in prima squadra il 23 febbraio 2012 in occasione dell'incontro del Campionato Cearense vinto 4-0 contro il Crateús.
Il 19 luglio 2018 ha esordito in Série A con la maglia dell'Atlético Mineiro disputando l'incontro perso 2-0 contro il Grêmio.

## Palmarès

### Club

#### Competizioni nazionali
- Campeonato Brasileiro Série C: 1

CSA: 2017

#### Competizioni statali
- Campionato Pernambucano: 1

Sport Recife: 2023